# Песоченское сельское поселение (Орловская область)
Песоченское се́льское поселе́ние — муниципальное образование в Верховском районе Орловской области Российской Федерации.
Административный центр — деревня Сухотиновка.

## История
Статус и границы сельского поселения установлены Законом Орловской области от 19 ноября 2004 года № 446-ОЗ «О статусе, границах и административных центрах муниципальных образований на территории Верховского района Орловской области»

## Население
| 2010 | 2012 | 2013 | 2014 | 2015 | 2016 | 2017 |
| ---- | ---- | ---- | ---- | ---- | ---- | ---- |
| 269  | ↘253 | ↘242 | ↘237 | ↘230 | ↘221 | ↘216 |
| 2018 | 2019 | 2020 | 2021 | 2023 |      |      |
| ↘211 | ↘199 | ↗205 | ↘160 | ↘150 |      |      |

## Состав сельского поселения
| № | Населённый пункт | Тип населённого пункта          | Население |
| - | ---------------- | ------------------------------- | --------- |
| 1 | Мартыновка       | деревня                         | ↘14       |
| 2 | Моховка          | деревня                         | ↘37       |
| 3 | Новая            | деревня                         | ↘78       |
| 4 | Песочное         | село                            | ↘93       |
| 5 | Строкино         | деревня                         | ↘0        |
| 6 | Сухоголовище     | деревня                         | ↘0        |
| 7 | Суходолье        | деревня                         | ↘6        |
| 8 | Сухотиновка      | деревня, административный центр | ↘41       |